# Senilia
Senilia is een monotypisch geslacht van tweekleppigen uit de familie van de Arcidae (arkschelpen).

## Soort
- Senilia senilis (Linnaeus, 1758)